# Oscilador de Armstrong
O oscilador Armstrong foi o primeiro circuito oscilador do tipo LC(L = indutor C = capacitor), sua frequência de ressonância pode ser calculada pela fórmula abaixo, e foi usado em radiotransmissores á válvula.
{\displaystyle f={\frac {1}{2\pi {\sqrt {LC}}}}\,}
A função dos osciladores é a de gerar sinais de corrente alternada. Podemos encontrar CI's ou utilizar circuitos bases. Quanto a ondas, temos osciladores de ondas senoidais e não senoidais.
A frequência deles podem ser de áudio(AF até 20 KHz) ou de rádio(RF acima de 30KHz).
Os principais componentes dos osciladores são os indutores e/ou capacitores, lembrando que para trabalhar com cargas reativas é necessário saber as fórmulas para descobrir o valor de suas impedâncias:
Para o indutor:
{\displaystyle Xl={2}\pi fL}
Para o capacitor:
{\displaystyle Xc={\frac {1}{2\pi f\mathbb {C} }}\,}
onde Xl e Xc são os valores da impedância; f é a frequência; L o valor de indutância da bobina e C o valor de capacitância do capacitor.
No circuito de osciladores, por definição, é um amplificador com realimentação positiva ou em faser, ou então a amplitude de oscilação irá diminuir tendendo a zero. Exemplo de comparação de ondas com e sem realimentação positiva.
Os osciladores de frequências mais utilizadas são, o Armstrong, o Colpitts, o Hartley e o Clapp.

Diagrama de um circuito oscilador Armstrong.

## História
O oscilador Armstrong ou Meissner foi o primeiro circuito oscilador inventado pelo norte Americano Edwin Armstrong em 1912, e independentemente feito por outro engenheiro austríaco Alexander Meissner em 1913. Esse oscilador foi usado nos primeiros rádios transmissores a válvula.
Em 1915, O oscilador de Armstrong foi aperfeiçoado pelo engenheiro Americano Ralph Hartley dando origem ao oscilador Hartley.

## Funcionamento
O oscilador Armstrong é um dos osciladores LC.
A voltagem realimentada é feita por uma bobina que junto com a bobina do tanque LC atua como um transformador.Como ele é um oscilador do tipo LC, sua frequência quando XC é igual a XL é encontrada da seguinte maneira:
{\displaystyle f={\frac {1}{2\pi {\sqrt {LC}}}}\,}
Oscilador do tipo LC, este oscilador usa um transformador para produzir o sinal de realimentação, através do pequeno enrolamento do secundário (bobina de realimentação). Existe um deslocamento de fase de 180 graus no trafo, que significa que o deslocamento de fase pela malha é 0. O oscilador Armstrong não é usado com frequência visto que utiliza um transformador. Transformadores são evitados em quase todos projetos por causa das perdas que eles fornecem ao circuito.

## Ver Também
- Oscilador Hartley
- Oscilador Colpitts
- Oscilador eletrónico